# Sven Fredén (1863–1935)
Sven Magnus Fredén, född 27 oktober 1863 i Tånnö socken, död 11 maj 1929 i Örebro, var en svensk missionär inom Svenska missionsförbundet. Han var far till Gustaf Fredén.

Gosskolan i Wuchang, Johan Sköld och Sven Fredén.

Sven Fredén var son till lantbrukaren Johannes Bengtsson. Fadern var ordförande i Tånnö missionsförening och samtidigt kyrkvärd. Komministern i Tånnö församling erbjöd fadern att hjälpa Sven Fredén till studier vid Fjellstedtska skolan och denne tackade ja men sonen avböjde på grund av sina radikalare frikyrkliga åsikter och en önskan att bli missionär. Åren 1888–1892 studerade han vid Svenska missionsförbundets missionsskola och verkade därefter som missionär i provinsen Hubei 1893–1900, 1903–1911 och 1920–1927. Wuchang missionsstation i Wuchang, missionsförbundets första kinesiska station, blev hans stationeringsort. Han var en av de drivande bakom tillkomsten av Kingchow (idag Jingzhou) evangelist- och lärarseminarium och blev 1909 skolans rektor. Som sådan författade han även läroböcker på kinesiska. Under sin tid i Sverige 1911–1920 arbetade han för att missionsförsamlingarna i Kina skulle bli självständiga och vid sin återkomst till Kina utarbetade han tillsammans med Richard S Björkdahl och två kineser en konstitution för "Kinesiska missionsförbundet". Den trädde i kraft 1924 och lades till grund för en ny konstitution som antogs efter orosåren 1925–1927. I Sverige gjorde sig Fredén känd genom artiklar i tidningar och tidskrifter, i årsboken Ansgarius och med samlingsverket Tjugofem år i Kina. Han företog även en mängd predikoresor i Sverige. Fredén är begravd på Norra kyrkogården i Örebro.